# تجربة الله: الوجود والوعي والنعيم
تجربة الله: الوجود والوعي والنعيم هو كتاب صدر عام 2013 للفيلسوف وباحث الدراسات الدينية ديفيد بنتلي هارت ونشرته دار نشر جامعة ييل. يقدم الكتاب بيانًا ودفاعًا عن التوحيد الكلاسيكي [الإنجليزية] ويحاول تقديم تفسير لكيفية عمل كلمة "الله" في الديانات التوحيدية، مستمدًا بشكل خاص من المسيحية والإسلام والهندوسية.

## المحتوى
يتألف الكتاب من 365 صفحة، وينقسم إلى ثلاثة أجزاء رئيسة: "الله، الآلهة، والعالم"، و"الوجود، والوعي، والنعيم"، و"حقيقة الله". تُشكل الفصول الثلاثة الواردة في الجزء الثاني الجزء الأكبر من حجج الكتاب، والتي تُركز على علم الوجود ، وفلسفة العقل ، والغائية المتعالية [الإنجليزية]. يستخدم هارت ويدافع عن شكل من أشكال حجة الطوارئ، مدعيًا أنه "لا يمكن لأي واقع طارئ أن يوجد على الإطلاق إذا لم يكن هناك بُعد ضروري للواقع يدعم وجوده". كما يزعم أن "الوعي لا يمكن تفسيره بشكل مرضٍ من حيث المصطلحات الفيزيائية البحتة"، وأن "القدرة العقلانية على التفكير والتصرف وفقًا للقيم المطلقة أو المتعالية تشكل اعتمادًا للوعي على بُعد من الواقع لا يوجد في أي مكان داخل النظام المادي".
أحد المواضيع الرئيسة للكتاب هو التعريف الصحيح لله في التقاليد التوحيدية الكلاسيكية [الإنجليزية]. يصر هارت على أن الله ليس مجرد "كائن بين كائنات أخرى، ولا حتى أعظم الكائنات الممكنة، بل هو ملء الوجود نفسه، والامتلاء المطلق للواقع الذي يعتمد عليه كل شيء آخر". ويحدد مغالطة رجل القش الفكرة الشائعة "أن الإيمان بالله ليس أكثر من الإيمان بصديق سحري غير مرئي يعيش وراء السحاب، أو بميكانيكا كونية شبحية يتم استدعاؤها لتفسير الثغرات في المعرفة العلمية الحالية".
في نقاط مختلفة من الكتاب، ينتقد هارت أعمال "الملحدين الجدد"، بما في ذلك ريتشارد دوكينز ودانيال دينيت ، قائلاً إن "الأمر الأكثر إثارة للدهشة في الكتب الأكثر مبيعًا للملحدين الجدد مؤخرًا لم يكن هشاشة حججهم الواضحة، بل الافتقار التام للفضول الفكري الذي يخونونه". بالإضافة إلى معارضة المادية الإلحادية والفلسفة الميكانيكية، فإن هارت يعارض أيضًا أشكالًا مختلفة من الأصولية الدينية، وينتقد الحرفية الكتابية، وخلق الأرض الفتية، وحركة التصميم الذكي. كما أنه يتعامل بطريقة دقيقة مع حجج أنسيلم، وتوما الأكويني، والفلاسفة المسيحيين الأكثر حداثة مثل ألفين بلانتينجا.

## الاستقبال
أشاد بول ج. جريفيث بالكتاب "لجمعه بين التحليلات السنسكريتية لوجود الله والتحليلات اللاتينية واليونانية والعربية"، ووصف روان ويليامز الكتاب بأنه "تحفة فنية من الشغف الفكري والروحي الهادئ" الذي "يُوضح الأمور بشكل رائع فيما يتعلق بنوع الإله الذي يؤمن به المسيحيون وأسبابه". كما أشاد روبرت بارون بمعالجة هارت للاهوت في دحضه للإلحاد، قائلًا: "لا يوجد من هو أفضل منه" في هذا الموضوع.
وقد حظي الكتاب بمراجعة إيجابية من أوليفر بيركمان [الإنجليزية] في صحيفة الغارديان ، الذي وصفه بأنه "الكتاب الوحيد في اللاهوت الذي ينبغي على كل الملحدين قراءته حقًا". وفي مقال له في صحيفة ذا ويك ، أعطى دامون لينكلر الكتاب مراجعة إيجابية، واصفًا إياه بأنه "مذهل". وزعمت فرانشيسكا آران مورفي، في مقالها في مجلة فيرست ثينجز، أن " تجربة الله هي خطوة أولى نحو إعادة الله إلى الساحة العامة".

أعطى فيليب مكوسكر، في مجلة المحمول (The Tablet)، مراجعة متباينة للكتاب. أشاد بأسلوب هارت الكتابي، واصفًا إياه بأنه "متدرج بين الأناقة، والبرود، والذكاء، والغضب، والدقة، والحنين، والحماس، والإثارة، والدقة في كثير من الأحيان - ودائمًا ما يكون مثيرًا للاهتمام"، لكنه انتقد ما اعتبره اعتماد هارت على "التهكم المتغطرس بدلًا من الحجج". كما شكك في ملاءمة الكتاب للقراء العاديين.

## طالع أيضًا
- فيشيشتادفايتا
- فهرس أعمال بنتلي هارت [الإنجليزية]
- رولاند في ضوء القمر [الإنجليزية]
- قالب:التوحيد الكلاسيكي

## روابط خارجية
- هارت يناقش الكتاب مع جاستن برييرلي والفيلسوف الملحد ريتشارد نورمان